# Такеши Обата
Такеши Обата (小畑 健, Obata Takeshi; Нигата, 11. фебруар 1969) јапански је манга уметник, најпознатији по делима Бележница смрти и Бакуман, на којима је радио заједно са писцем Цугумијем Обом. 

## Биографија
Обата је рођен 11. фебруара 1969. године у јапанском граду Нигата. Као дечак, обожавао је мангу Cyborg 009. Свој први рад, о хероју који се уочи опасности претвара у грејач за руке, објавио је у школским новинама док је био у трећем разреду. Године 1985. послао је једнократну причу 500 Kōnen no Shinwa на такмичење за Награду Тезука. Четири године касније већ је радио за часопсис Weekly Shōnen Jump, прво као асистент за уметника Макота Нивана, па на сопственој манги Cyborg Jii-chan G. 
Обата је потом почео да ради са разним писцима. Прва манга која му је адаптирана у аниме, Karakurizōshi Ayatsuri Sakon, написао је заједно са Масаруом Мијазакијем (познат као „Шаракумаро“) 1995. године. Четири године касније, радио је заједно са Јуми Хото на манги Хикару но Го, за коју су освојили Шогакуканову награду за манге и Културолошку награду „Тезука Осаму“.
Своју најпопуларнију мангу, Бележница смрти, написао је заједно са Цугумијем Обом 2003. године. Стрип је адаптиран у аниме, многобројне игране филмове и серије, као и у мјузикл. Након што је серијал завршен, 2006. године, радио је на манга адаптацији игрице Blue Dragon. Шестог септембра исте године, Обату ју зауставила полиција зато што је возио угашених фарова после поноћи. Ухапшен је након што је полиција нашла нож у његовим колима. Обата је касније изјавио да је нож користио искључиво за камповање.
Наредне године радио је са Масаноријем Моритом на краткој причи Hello Baby; а годину дана после тога на Urōboe Uroboros!-у са Нисиом Исином, који је такође аутор Death Note Another Note: The Los Angeles BB Murder Cases, романа базираног на Бележници смрти.
Од 2008. до 2012. радио је са Цугумијем Обом на популарној манги Бакуман. Две године након завршетка Бакумана, радио је са Рјосукеом Текучијем на манга адаптацији романа All You Need Is Kill. Исте године написао је још једну кратку причу са Нисиом Исином под називом RKD-EK9.
Наредне године радио је са Нобуакијем Енокијем на манги . Након тога опет се удружио са Цугумијем Обом, овај пут радећи на манги . Објављивала се до 2021. године, након чега је радио са романописцем Акинаријем Асакуром на стрипу Shōha Shōten!. Shōha Shōten! се завршио 4. августа 2025. године.
Поред манги, Обата је радио као карактер дизајнер на игрици Castlevania Judgment, и аниме адаптацијама романа Нечовек аутора Осамуа Дазаја, и Душа Нацумеа Сосекија. Илустровао је пар лајт романа, и сториборд за играни филм базиран на Бакуману. Радио је такође на дигиталним елементима филма Death Note: Light Up the New World.

## Дела

### Манге
- (1985)
- (1989)
- (1991–1992; у сарадњи са Сусумуом Сендом)
- (1992–1993; у сарадњи са Масаруом Мијазакијем)
- (1995; у сарадњи са Масаруом Мијазакијем)
- (1998–2003; у сарадњи са Јуми Хото)
- (2002-2003; у сарадњи са Оцуичијем)
- Death Note (2003–2006; у сарадњи са Цугумијем Обом)
- (2006–2007; у сарадњи са Цунеом Таканом)
- (2007; у сарадњи са Масаноријем Моритом)
- (2008; у сарадњи са Нисиом Асаном)
- (2008–2012; у сарадњи са Цугумијем Обом)
- (2014; у сарадњи са Рјосукеом Такеучијем)
- (2014; у сарадњи са Нисиом Асаном)
- (2014–2015; у сарадњи са Нобукијем Енокијем)
- (2015–2021; у сарадњи са Цугумијем Обом)
- (2021–2025; у сарадњи са Акинаријем Асакуром)

### Уметничке књиге (артбукови)
- (2002)
- (2006)
- (2015)